# Caleruega
Caleruega es un municipio y localidad situado en la provincia de Burgos, comunidad autónoma de Castilla y León (España), dentro de la comarca de La Ribera del Duero. Pertenece al partido judicial de Aranda de Duero.
La importancia histórica del municipio radica en ser la cuna de Domingo de Guzmán, fundador de la Orden de Predicadores (Dominicos) y santo de la Iglesia católica.
Está catalogado como uno de Los Pueblos Más Bonitos de España desde el año 2017 y pertenece desde entonces a la asociación homónima.

## Geografía
Por el pueblo cruza el río Gromejón y, por lo que es el término municipal, también discurren el río Bañuelos y el Aranzuelo, aunque este último lo hace por los parajes comprendidos entre la vega del río y el cerro Gallego, área comunal compartida por los Ayuntamientos de Caleruega y de Coruña del Conde. Estos ríos campan por las tierras de labranza que en Caleruega forman su principal fuente de ingresos, aunque también existen pequeñas industrias (construcción, piedra, talleres...) y ganados (básicamente ovino), aunque también encontramos vacuno y porcino. También una serie de servicios del tercer sector como puede ser la gasolinera, la farmacia o el frontón municipal.
La villa se encuentra, geográficamente, en el punto de transición entre la sierra de la Demanda (perteneciente al sistema Ibérico) y la Ribera del Duero (en la Meseta Septentrional). No obstante, se considera a Caleruega como una localidad perteneciente a la ya mencionada Ribera, de hecho pertenece también a la Denominación de Origen de vinos Ribera del Duero.

## Etimología
El topónimo Caleruega procede de caleras o tierra de cal, debido a que las pequeñas montañas que la rodean están formadas por piedra caliza.

## Símbolos

### Escudo
El escudo posee tres celdas habiendo una en la parte inferior y dos en la superior. Por timbre una corona real.
La celda superior izquierda posee en campo de gules cuatro espadas de plata contrapuntadas en imitación al escudo de armas de la casa solariega de los Guzmán, última familia que ostentó el título de Señores de Caleruega antes del privilegio rodado de Alfonso X el Sabio.
La siguiente celda, en campo de plata un perro blanco manchado de negro con una antorcha encendida en la boca y con el mundo entre las patas haciendo referencia al sueño que tuvo la Beata Juana de Aza antes de tener a su hijo Santo Domingo en el que aparecía un perro blanco con manchas negras, simbolizando la servitud que tendría la orden hacia Dios, con una antorcha en la boca, pues iluminarían el camino correcto, y con el planeta entre las patas, pues la orden fundada por su hijo estaría presente en todo el globo terráqueo.
Finalmente la celda inferior será en campo de sinople, en referencia a los colores de las tierras de labranza de la villa, con el Torreón de los Guzmán en el centro y custodiado con tres espigas de trigo doradas a la izquierda y a la derecha un racimo de uvas de sable y perfilado de oro en representación a los frutos típicos de la tierra calerogana. Para acabar, bajo el torreón cuatro ondas de azur y plata cargadas con un cangrejo en alusión al río que cruza el pueblo: el Gromejón, habiendo sido un río rico en cangrejos.

### Bandera
La bandera, formada a partir de los tres colores básicos del escudo, será toda entera blanca cargada de una franja roja y otra verde de 1/10 de anchura, colocadas a una distancia equivalente a la de su grosor de los extremos superior e inferior respectivamente.
Por último, en el corazón de la bandera, el escudo de la villa.

## Historia
Los orígenes de Caleruega se remontan a los albores de Castilla, en el siglo X, durante la Reconquista. Se funda como población amurallada con tres puertas y cuyo caserío se agrupaba en torno al torreón de los Guzmanes y la casa del Señor de la villa. De los orígenes de la villa de Caleruega se conservan varios testimonios (el Torreón de los Guzmanes y la parroquia románica de San Sebastián de la que hoy en día se conservan originales la torre y el arco de entrada).
En el año 1068 aproximadamente, el rey Alfonso VI el Bravo creó el Señorío de Caleruega, siendo Don Munio Díaz de Caleruega el primer titular. No obstante, tras la muerte sin descendencia del hermano de Sto. Domingo de Guzmán, el Venerable Antonio de Guzmán, V Señor de la Villa, el rey Alfonso X el Sabio otorgó a Caleruega un privilegio rodado con el que entre otras cosas se le traspasaba el título al Real Monasterio, y más concretamente a la que fuese por entonces priora de dicho monasterio.

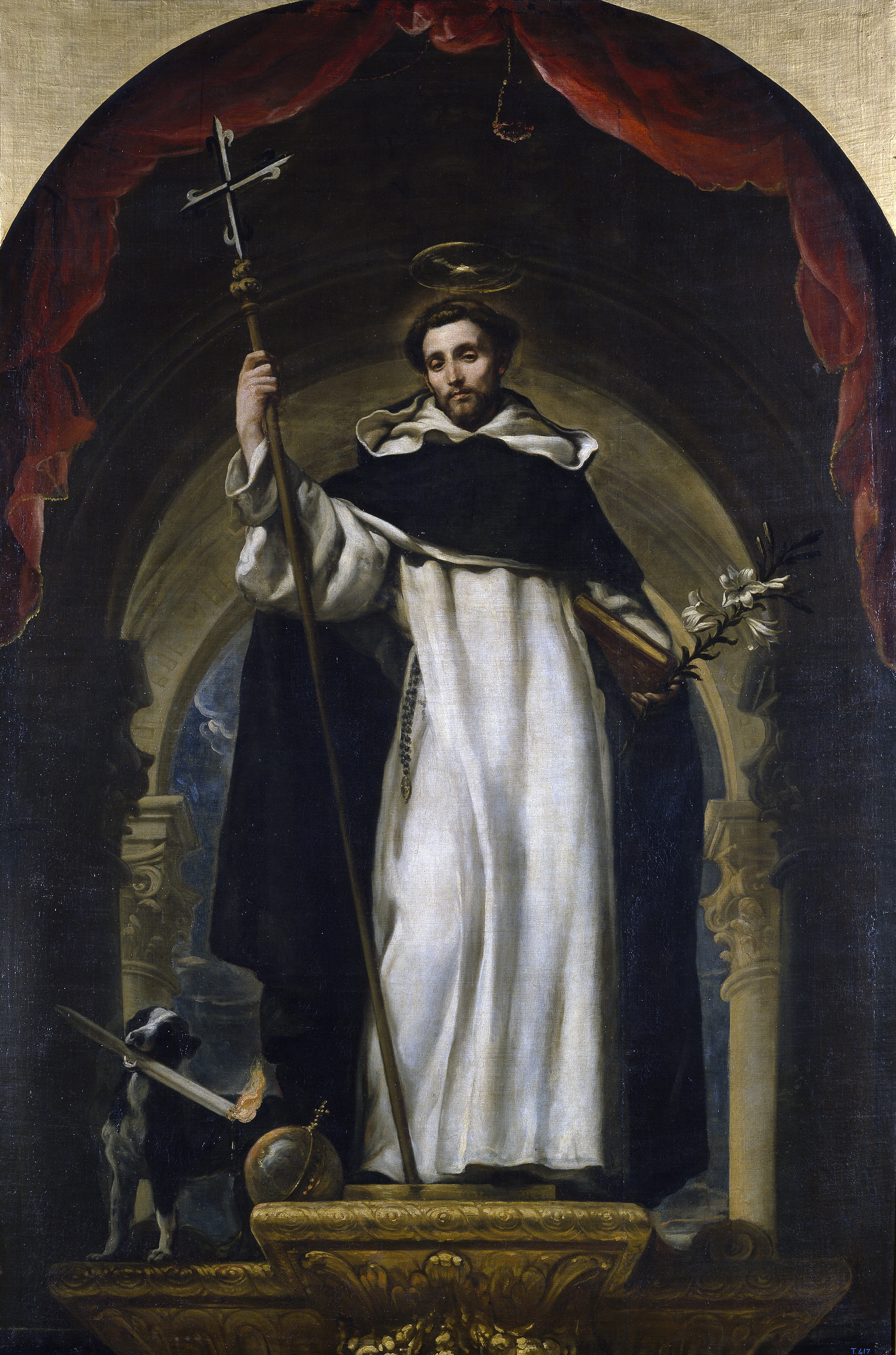
Sto. Domingo de Guzmán, hijo de Félix de Guzmán y Juana de Aza.

También hay que destacar que durante el destierro de El Cid Campeador, durante el siglo XI, éste pasó por la villa. En la Peña de San Jorge, una de las montañas de Caleruega, había muchas cuevas (ahora la mayoría bodegas), y según la leyenda popular allí se refugiaban los moros que, cuando lo veían necesario, atacaban al pueblo. Cuando el Cid llegó, el pueblo escondido y atemorizado en el Torreón de los Guzmanes salió a batallar y consiguieron expulsar a los moros de Caleruega.
En el siglo XIII, a raíz de la canonización de Santo Domingo, su hermano, el beato Manés, promueve la edificación de una capilla en su lugar de nacimiento (1237). Más tarde, en 1266, el rey Alfonso X el Sabio transforma la casa solariega de los Guzmanes en una iglesia monasterio a la que traslada la comunidad de monjas dominicas de San Esteban de Gormaz. En el siglo XVI, por iniciativa y proyecto de los dominicos mexicanos, se sustituye la iglesia original del beato Manés por otra más amplia.
Villa encuadrada en la categoría de “pueblos solos” del partido de Aranda de Duero, jurisdicción de señorío eclesiástico ejercida por el Convento de Dominicas de Caleruega, quien nombraba su Alcalde Ordinario.
A la caída del Antiguo Régimen queda constituido como ayuntamiento constitucional del mismo nombre, en el Partido de Aranda perteneciente a la región de Castilla la Vieja. Contaba entonces con 176 habitantes.
Caleruega nace como núcleo urbano moderno con la desamortización. Hasta entonces la propiedad del suelo recaía fundamentalmente en las madres dominicas del Monasterio que ostentaban el señorío de la villa, que por orden de la reina Isabel II en el año 1868, se retira dicho título al Real Monasterio, habiendo sido la última Señora de Caleruega Doña Casilda Arroyuelo. Caleruega crece desde entonces de forma sostenida, sin importantes golpes demográficos, hasta llegar a superar los mil habitantes en los años 1950.
En el año 1952 recibe Caleruega un nuevo impulso dominicano con el patrocinio del Padre General Manuel Suárez y el impulso del P. Venancio Carro. Comienza ese año la construcción del Convento de los PP. Dominicos, que se suma al conjunto del Monasterio de las monjas y hace de Caleruega uno de los principales referentes de la orden dominicana en el mundo.
A partir de los años 1950 Caleruega sufre las consecuencias del éxodo del campo castellano, fundamentalmente hacia Madrid, Burgos, Barcelona y Aranda de Duero. El incipiente dinamismo económico de los 1990 en la villa, junto con la recuperación del patrimonio colectivo histórico y social, la llegada de nuevos trabajadores inmigrantes, los proyectos de turismo rural y su situación en un área de indiscutible valor histórico, artístico, natural y ecológico, abren nuevos horizontes para Caleruega en el siglo XXI.

## Monumentos y lugares de interés

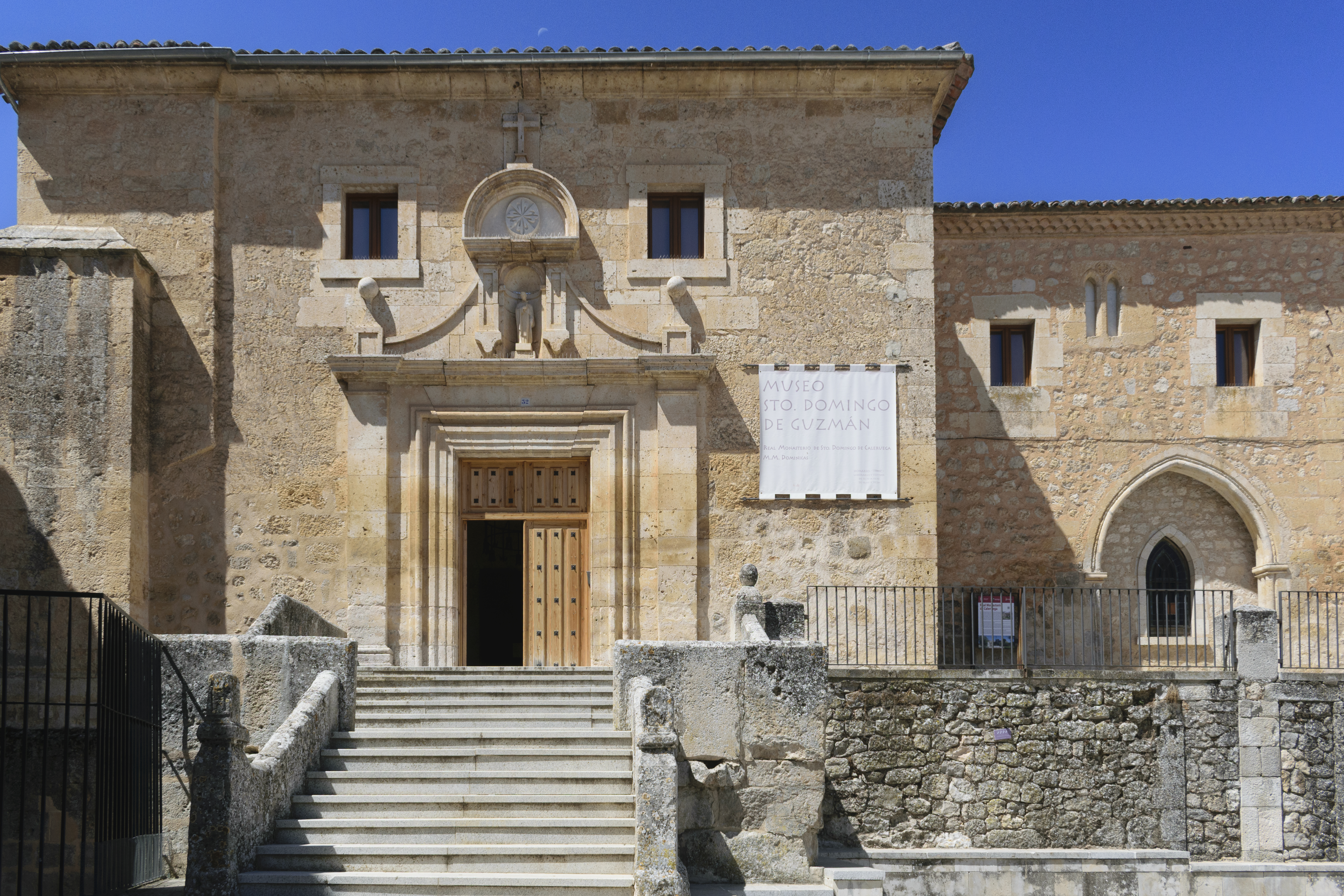
Museo Santo Domingo de Guzmán

### Conjunto monumental de Sto. Domingo
Recibe este nombre una serie de edificios religiosos colindantes entre sí —excepto la Parroquia, separada pocos metros— que guardan algún tipo de relación con el santo calerogano. De este modo, podemos encontrar diferentes lugares de interés artístico y turístico.

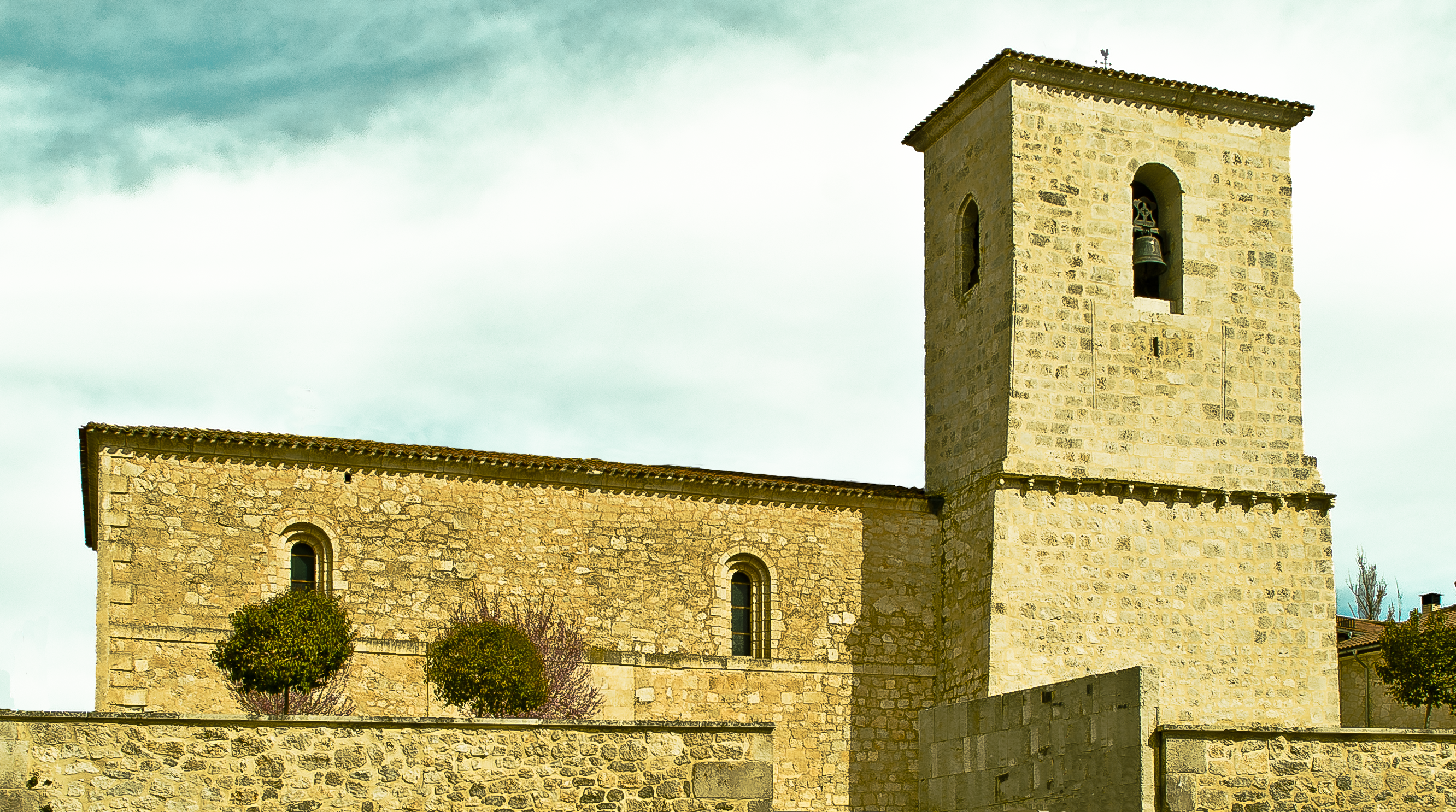
Parroquia de San Sebastián, del.

- La Parroquia de San Sebastián data del siglo XII y es de estilo románico. De la original se conserva la entrada a ésta, el campanario y el presbiterio. Dentro podemos encontrar un Cristo en la cruz colgante y varias tallas de santos, entre los que destacan San Sebastián y la Virgen de la Candelaria. También el sepulcro de la Beata Juana, la cual se encontraba anteriormente en una capilla inexistente hoy día. En este templo fue bautizado Santo Domingo. Cabe reseñar que la pila bautismal no es la original, pues se trasladó al monasterio madrileño de Santo Domingo el Real donde actualmente se bautiza a toda la familia real española.
- Apartado de la iglesia parroquial se encuentra el torreón de los Guzmanes, una torre de defensa construida durante el siglo XII. Poseía unas vidrieras que han sido retiradas con motivo de su restauración. Además son notables sus almenas ya que fueron colocadas durante la construcción del convento, en la década de 1950. Hoy en día está integrado en el claustro de dicho convento.
- El Convento de los dominicos data de la década de 1950 siendo pionero el padre Carro. En el interior existe un museo adaptado para los ciegos y tras bajar unas escaleras se encuentra la Bodega de la Beata Juana con una representación de su milagro el cual dice que estando el venerable Félix en la guerra, Juana, su esposa, vació todas las cubas de vino para dárselo a los pobres de la villa. Al llegar el noble ella rezó y las cubas aparecieron llenas de vino nuevamente.
- Adyacente al convento se encuentra el Real Monasterio de Santo Domingo de Caleruega habitado por monjas dominicas. Data del siglo XIII y en su origen lo habitaron canónigas de San Agustín, pero tras la canonización de Santo Domingo, el rey Alfonso X el Sabio otorgó a Caleruega el 10 de julio del año 1266 un privilegio rodado en el que se enviaban monjas dominicanas de San Esteban de Gormaz y el Señorío de Caleruega pasaría a las manos de las monjas de este monasterio, siendo en aquel momento la priora Doña Toda Martínez. También es interesante que en el claustro de este monasterio se encuentra el sepulcro de la infanta Leonor, hija de Alfonso X el Sabio y Violante de Aragón, nieta por tanto de Fernando III el Santo y Jaime I el Conquistador.
- A la muerte de Santo Domingo, su hermano, el Beato Manés, promovió la construcción de una capilla en el punto exacto de nacimiento del santo. Esta capilla no duró mucho y desapareció en el año 1266 por orden de Alfonso X el Sabio que ordenó la construcción de una iglesia de estilo gótico. De esta iglesia tan solo se conserva el coro ya que en el siglo XVI se construyó sobre la gótica una nueva renacentista con forma de cruz latina. Esta nueva iglesia, que es la que existe actualmente, es la Iglesia de Santo Domingo y consta de tres retablos; uno principal, de estilo renacentista, con la vida de Santo Domingo y con un Calvario en lo alto. En los laterales otros dos de estilo barroco habiendo en uno de ellos un relicario con un hueso. En la sacristía hay dos sepulcros; el del venerable Félix de Guzmán y el del venerable Antonio de Guzmán, padre y hermano, respectivamente, de Sto. Domingo. A través de la sacristía se accede a la cripta en la que encontramos el sepulcro del padre Carro, sujetado por cuatro estatuas de dominicos y enfrente un pocito del que mana agua que según la tradición popular está en el mismo lugar en que nació Santo Domingo.

En la plaza, enfrente de la entrada de la Iglesia de Sto. Domingo y del Monasterio se encuentra una estatua de Santo Domingo con el dedo hacia arriba con ademán de predicador y en el cual podemos leer la siguiente inscripción: "CALERUEGA A SU HIJO DOMINGO".

### Monumento al labrador
Un carro de madera recuerda que anteriormente Caleruega había sido un pueblo de labradores. En él encontramos unas inscripciones en madera y en piedra dedicadas a los caleroganos y a los castellanos.

### Peña de San Jorge
Es la montaña más importante del pueblo y posee la mayoría de las bodegas del pueblo. Tiene en la loma una cruz roja cristiana que se ve desde todo el pueblo y que por la noche se ilumina. No obstante esta no es la montaña más alta del término, sino que es el denominado Pico de la horca, llamado así porque esta montaña junto a la Peña de San Jorge, visto desde el cielo, hacen una forma semejante al de una horca de campesino.

### Camino de las loberas
Hace años, a mediados del siglo XX, los caleroganos emigraron principalmente a Madrid, Barcelona, Bilbao y a Burgos. No obstante, en tiempos anteriores los habitantes solían trabajar en la agricultura y en la ganadería. Los pastores sacaban el rebaño a pastar y lo recogían, al caer la noche, en loberas (guaridas para refugiarse de los lobos).
El Ayuntamiento de Caleruega ha preparado, en la zona de la Mata, el camino de las loberas para que los turistas vean cómo vivían los pastores de esa época. Es una zona de grandes dimensiones y su visita es gratuita. Ha reconstruido un corral y lo ha convertido en museo.

### Vía romana
Por el término municipal de Caleruega cruza una antigua calzada romana que comunicaba Tarraco (actual Tarragona) con Asturica Augusta (actual Astorga, León) y pasando por Caesaraugusta (actual Zaragoza). Dicho camino también atravesaba la colonia de Clunia Sulpicia, en las inmediaciones de Peñalba de Castro (Burgos). A esta calzada se la conoce en la zona como el camino del empedrado.
Hoy en día se utiliza durante la Romería de Castro (el tercer domingo de abril) en que se va con Santo Domingo desde Caleruega hasta la ermita de la Virgen del Castro, en Clunia, a 14 km. Es tradicional que nada más comenzar, el alcalde de Caleruega se suba sobre una piedra (la cual se cree de origen romano) y dé un discurso para dar comienzo a la romería.

### Despoblados
En las afueras de la villa, en la zona llamada Quiñonera, existió un coto (pequeño pueblo con un dueño) en el que las personas que habitaban se dedicaban a la labranza y ganadería. Durante la década de 1920 quedó abandonado y derruido. De este antiguo poblado se conserva la bodega más antigua de la Ribera del Duero, la cual se atribuye a Alfonso VIII.
El coto era denominado San Martín de Bañuelos, aunque también se le conocía como el Coto de la Quiñonera o de Valdequintana. También existieron otras poblaciones en sus inmediaciones en otros tiempos como Bañuelos de la Calzada, del cual durante el año 2011 se descubrió una ermita paleocristiana. De este último despoblado se tiene constancia desde el siglo IX y estuvo activo durante más de un siglo, llegando a su fin tras un incendio, tal y como indican las excavaciones.

### Fuente del Cubo
La Fuente del Cubo es un manantial de donde nace el río Gromejón. En la fuente hay un cangrejo debido a que en castellano antiguo se denominaba gromejón al lugar donde habitaban cangrejos. También existe una inscripción que dice: "Fuente del Cubo, madre del Gromejón"
En las inmediaciones de Caleruega existen muchos otros manantiales y fuentes como la fuente de la Rendelucas, la de los Burros o la del Corralón.

### Ermita de las Candelas
También existió hasta mediados de la segunda mitad del siglo XX una ermita románica en la carretera BU-910, la cual se llama calle de la Candelaria, en honor a la ermita que estaba dedicada a esta Virgen. En su inicio estaba dedicada a la Virgen de los Huertos y posteriormente se la denominó Santa María de Caleruega para pasar a ser después la ermita de las Candelas. La talla que había en su interior se encuentra en la parroquia.
Hoy día en su lugar se encuentra el consultorio médico, pero hay un monolito que recuerda que en ese lugar existió tal ermita.
Cabe reseñar que esta no fue la única ermita que poseía el pueblo, sí la más notable por encontrarse en el mismo centro urbano, pero también había otras dedicadas a San Jorge o a Santo Domingo, entre otros. De hecho se encontró en el año 2011 una ermita paleocristiana dedicada a San Mamés. No obstante, de todas estas edificaciones no queda ninguna en pie.
También existieron dos conventos en las afueras de Caleruega: el de Frades y el de Quintana de San Mamés, ambos desaparecidos también.

## Administración y política
| Periodo   | Nombre                        | Partido |
| --------- | ----------------------------- | ------- |
| 1979-1983 | Tomás Martínez Álvarez        | UCD     |
| 1983-1987 | Manés del Cura Manguán        | AP      |
| 1987-1991 | José Peña Bravo               | AP      |
| 1991-1995 | Alberto Hernando Peña         | PSOE    |
| 1995-1999 | Jaime Peña Delgado            | PP      |
| 1999-2003 | José Ignacio Delgado Palacios | TC      |
| 2003-2007 | José Ignacio Delgado Palacios | TC      |
| 2007-2011 | José Ignacio Delgado Palacios | TC      |
| 2011-2015 | José Ignacio Delgado Palacios | PCAS    |
| 2015-2019 | José Ignacio Delgado Palacios | Cs      |
| 2019-2023 | Lidia Arribas Delgado         | Cs      |

Aunque el alcalde electo de Caleruega fue José Ignacio Delgado Palacios, que ganó los últimos comicios bajo las siglas de Ciudadanos (Cs), actualmente ejerce el cargo Lidia Arribas, del mismo partido. 

## Demografía
Caleruega cuenta con una población de 387 habitantes (INE 2024).
| Gráfica de evolución demográfica de Caleruega entre 1842 y 2021                                                       |
| |
| Población de derecho según los censos de población del INE. Población de hecho según los censos de población del INE. |

| Nacionalidad | Hombres | Mujeres | Total | %      | Proporción |
| ------------ | ------- | ------- | ----- | ------ | ---------- |
| Española     | 160     | 143     | 303   | 73.0 % |            |
| Extranjera   | 48      | 64      | 112   | 26.9 % |            |

En 1843 pertenecía al partido de Aranda y contaba con 176 habitantes.
Cabe reseñar que entre 1910 y 1920, cuando aún el pueblo se encontraba en crecimiento demográfico, sufrió un leve desnivel de 40 habitantes debido a la gripe española.

## Cultura

### Fiestas
Son muchas las tradiciones y fiestas arraigadas entre los caleroganos. Aunque la mayoría de las fechas señaladas en el calendario tienen un origen religioso (fiestas patronales o romerías) todavía se conservan en Caleruega tradiciones paganas de carácter secular. Así pues además de las fiestas de las Navidades, de la Semana Santa, del Corpus y de San Juan existen otras más propias.
Fiesta de San Sebastián (20 de enero)
San Sebastián es el patrono de Caleruega y la fiesta en su honor se celebra el domingo siguiente al 20 de enero, entre otras cosas para que puedan participar los que no residen en el pueblo. El sábado se celebra un tradicional convite a cargo de los mayordomos de la cofradía.
Fiesta de las Candelas (2 de febrero)
Esta festividad se conmemora con procesiones y bailes típicos y tiene su prolongación con la celebración de "las Águedas" (5 de febrero). Se hace una procesión con la Virgen de la Candelaria. Al igual que San Sebastián, ésta también posee cofradía propia.
Fiesta de Sta. Águeda (5 de febrero)
Santa Águeda es la patrona de las mujeres, y es por ello, que éstas lo celebran en el pueblo. En esta fiesta se reivindica la vida social de la mujer en los pueblos. Desde el año 2011 posee cofradía propia exclusivamente de mujeres.
En contraposición a la Fiesta de Sta. Águeda, los hombres caleroganos se inventaron su propio santo y ese día todos vestidos con delantal verde rallado de negro y boina lo celebran sacando en procesión a su santo. San Águedo, realmente, no existe ya que la Iglesia católica no posee ningún santo llamado así. También se le ha puesto su nombre a una calle de la villa.
Las Marzas (28 de febrero)
La noche del último día de febrero se da la bienvenida a la primavera con el típico canto de las Marzas, en el que se canta a las labores del campo y las estaciones del año en torno a las hogueras.
Semana Santa (marzo o abril)
Durante todo el transcurso de la Semana Santa se realizan diversas actividades litúrgicas, destacando las dos procesiones: la del silencio, celebrada la noche del Viernes Santo, y la del reencuentro, durante la mañana del domingo de resurrección. En esta última concluye con una tradicional subasta para retirar el velo negro de luto a la Virgen María.
Romería de Castro (o del "Santito") (3.º domingo de abril)
Cada año los vecinos recuerdan el trayecto que, según la tradición, realizaba Santo Domingo hasta la ermita de la Virgen del Castro, en las ruinas de Clunia (junto al pueblo de Peñalba de Castro). Es tradicional hacer este camino a pie (o incluso a caballo) acompañando a quienes portan la imagen del Santito, tarea reservada a los recién casados. A mitad de camino se hace una parada en Araúzo de Torre. Una vez en las ruinas de Clunia se hace una comida campestre con platos tradicionales como la leche frita y se visita la ermita donde se halla la imagen de la Virgen de Castro. A la vuelta se para de nuevo en Araúzo de Torre, donde se hace una merienda y despedida.
Las Mayas (30 de abril)
Es tradicional en las sierras castellanas "pingar el Mayo" el último día de abril. El Mayo no es otra cosa que el pino más alto del pueblo, que se coloca en la plaza, entre cánticos y bailes populares, siendo también encargados de dicha labor los quintos.
San Isidro (15 de mayo)
Durante el día de la onomástica de San Isidro Labrador se saca en procesión su imagen, guardada en la Parroquia, para llevarla hasta las eras y, una vez ahí, bendiga las tierras de labranza.
Día de los Pueblos (mayo o junio)
Coincidiendo con el día del Pentecostés los pueblos de Arauzo de Miel, Arauzo de Torre, Arauzo de Salce, Baños de Valdearados, Caleruega, Espinosa de Cervera, Hontoria de Valdearados, Tubilla del Lago y Valdeande se reúnen en Caleruega para conmemorar una plaga que fue sofocada por los rezos de Santo Domingo.
Privilegio de Alfonso X el Sabio (10 de julio)
A partir del año 2009 se lleva conmemorando en Caleruega el privilegio rodado otorgado a esta noble villa por Alfonso X el Sabio el 10 de julio de 1266. La fiesta consiste en la recreación de aquel momento decorando el pueblo con pendones medievales y vistiendo la gente con ropas de la época. Además de ciertas personas que representan a ciertos personajes importantes como obispos, nobles, monjas o incluso al mismo Rey y su familia.
Fiestas de Santo Domingo de Guzmán (del 7 al 9 de agosto)
El 8 de agosto, día de Santo Domingo, patrón de la provincia y por ende es la fiesta provincial de Burgos y los miembros de la Diputación y de la Diócesis acuden a Caleruega. A lo largo de los tres días hay bailes y verbenas, y se celebran actos diversos como los partidos de pelota a mano o los tradicionales convites ofrecidos por los cofrades de Santo Domingo. También se recorre el Camino de Santo Domingo a pie. El día 9 se celebra la "subasta de los bandos", los vecinos pujan por llevar la imagen de Santo Domingo de nuevo a la iglesia. En la villa existe una cofradía dedicada al santo.
Fiestas de Santa Juana de Aza (17 y 18 de agosto)
La Beata Juana de Aza (convertida en santa por el pueblo) son las fiestas de los quintos/as (pues es la patrona de éstos) y se convierten en una prolongación de las fiestas de Santo Domingo. Las verbenas son el principal acontecimiento de estos días, sin olvidar, el día 18, la tradicional subasta de las uvas al término del Rosario, siendo la tradición que las compren los quintos. También se celebra la festividad del Beato Manés, pues su festividad coincide con el de su madre.
La Machorra (31 de octubre)
La fiesta de la Machorra se trata de una celebración típica recientemente recuperada y revitalizada. Este día se realiza una cena popular para los vecinos del pueblo a base de oveja machorra, al término de la cual se entonan cantos populares.
El CantaNovias
La noche antes de una boda, los vecinos del pueblo se reúnen en torno a la casa familiar de la novia y formando un gran corro entonan unas canciones populares que han pasado a través de las generaciones. La familia de la novia ofrece vino y frutos secos a los vecinos para animar el acto y agradecer la presencia de los vecinos.

### Cofradías
Para la organización de las fiestas Caleruega cuenta con diversas cofradías que cada una se encarga de unas fiestas determinadas, aparte de los quintos que se encargan de las fiestas estivales de Santo Domingo y Santa Juana, aparte de participar en otras. También suelen preparar los mayordomos de éstas unos aperitivos o meriendas.
La cofradía de San Sebastián se encarga de organizar la procesión del santo patrono de la villa el 20 de enero.
La cofradía de las Candelas hace los preparativos para la procesión y los festejos del 2 de febrero.
La cofradía de Santa Águeda prepara el día de las mujeres.
La cofradía de la Vera Cruz organiza la Semana Santa.
La cofradía de santo Domingo es la encargada de preparar toda la parte religiosa de los días 7, 8 y 9 de agosto.

## Hermanamiento
- Rieti (Italia)
- Fanjeaux (Francia)